# 콜롬비아의 커피 생산

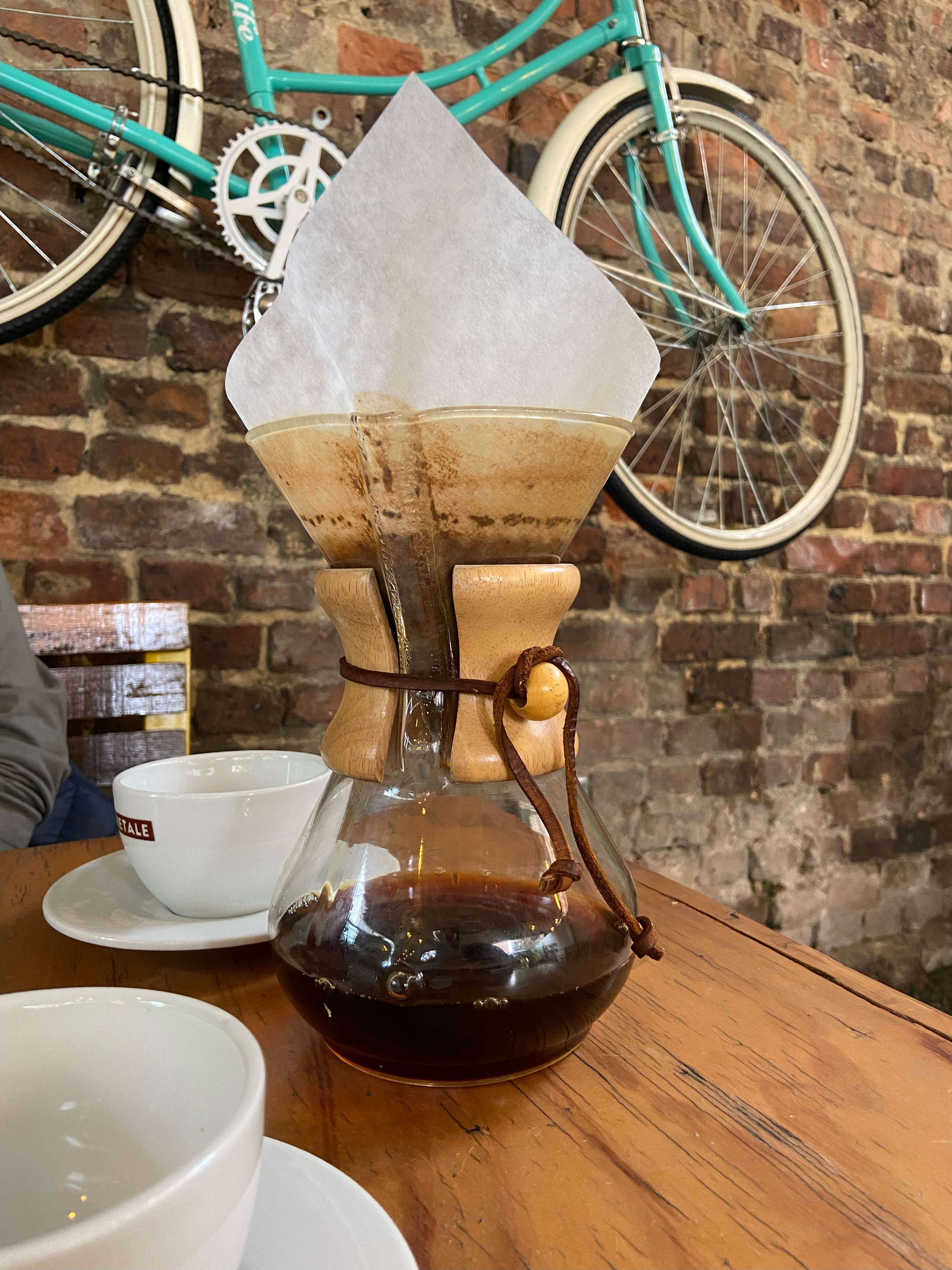
보고타의 한 카페에 있는 커피

콜롬비아의 커피 생산은 부드럽고 균형 잡힌 커피콩을 생산하는 것으로 명성이 높다. 콜롬비아의 연평균 커피 생산량 1,150만 자루는 브라질, 베트남에 이어 세계에서 세 번째로 많지만, 아라비카 품종으로는 가장 많다. 이 커피콩은 미국, 독일, 프랑스, 일본, 이탈리아로 수출된다. 대부분의 커피는 콜롬비아 커피 재배 축 지역에서 재배되며, 다른 지역에서는 생산량보다 품질에 중점을 둔다. 예를 들어 시에라네바다데산타마르타산 지역이 그렇다. 2007년에 유럽 연합은 콜롬비아 커피에 원산지 명칭 보호 지위를 부여했다. 2011년 유네스코는 콜롬비아의 "커피 문화 경관"을 세계유산으로 지정했다.
커피나무는 1790년경에 콜롬비아에 전파되었다. 콜롬비아에 커피가 존재했다는 가장 오래된 기록은 예수회 사제인 호세 구미야에게 귀속된다. 그의 저서 《오리노코 삽화》(1730)에서 그는 메타강이 오리노코강으로 흘러들어가는 근처의 타바헤 산타 테레사 선교지에 커피가 존재한다고 기록했다. 추가적인 증언은 카바예로 이 공고라 대주교-부왕(1787)으로부터 나오는데, 그는 스페인 당국에 제출한 보고서에서 지론(산탄데르)과 무소(보야카) 근처 북동부 지역에 커피 작물이 존재한다고 기록했다.

## 초기 재배
첫 커피 작물은 콜롬비아 동부에 심어졌다. 1808년에는 베네수엘라 국경 근처 쿠쿠타 항구에서 100자루(각 60kg)의 생두가 수출되면서 첫 상업 생산이 등록되었다. 프란시스코 로메로라는 이름의 사제는 이 나라 북동부 지역에 커피 작물을 전파하는 데 큰 영향을 미쳤다고 알려져 있다. 살라사르 데 라 팔마스 마을 교인들의 고해성사를 들은 후, 그는 속죄의 대가로 커피를 재배하도록 요구했다. 커피는 산탄데르주, 노르테데산탄데르주, 쿤디나마르카주, 안티오키아주, 그리고 역사적인 칼다스주 지역에 자리 잡았다.

## 수출
이러한 초기 발전에도 불구하고, 커피가 콜롬비아 수출품으로 자리 잡은 것은 19세기 후반에 이르러서였다. 당시 세계 경제가 크게 확장되면서 콜롬비아 지주들은 국제 시장에서 매력적인 기회를 찾을 수 있었다. 점차 미국은 세계에서 가장 중요한 커피 소비국이 되었고, 독일과 프랑스는 유럽에서 가장 중요한 시장이 되었다.

### 좌절
당시 콜롬비아의 대지주들은 국제 시장의 확장이 제공하는 새로운 기회를 이미 활용하려 노력했다. 1850년에서 1857년 사이에 콜롬비아는 담배와 퀴닌 수출에서 상당한 증가를 경험했고, 그 후에는 가죽과 살아있는 소도 수출했다. 이러한 초기 농산물 수출 노력은 너무 취약한 것으로 판명되었다. 실제로 이들은 견고하고 다각화된 수출 플랫폼을 구축하려는 시도라기보다는 당시 높은 국제 가격으로부터 최대의 수익성을 찾으려는 반작용적 시도에 불과했다. 이들 부문의 생산은 국제 가격의 호황이 끝나면서 하락세에 접어들었고, 이에 따라 진정한 산업 통합이 저해되었다.
19세기에서 20세기로 넘어가는 시기에 국제 가격이 하락하면서 대규모 농장의 수익성은 급락했다. 설상가상으로, 새 세기 초에 발생한 천일 전쟁 또한 중요한 지주들에게 부정적인 영향을 미쳐 그들이 농장을 좋은 상태로 유지하는 것을 불가능하게 만들었다. 이러한 상황은 이들 생산자들이 농장을 더 발전시키기 위해 막대한 외채를 졌다는 사실과 맞물려 결국 그들을 파산시켰다. 산탄데르와 노르테데산탄데르의 커피 농장은 위기에 처했고, 쿤디나마르카와 안티오키아의 농장은 정체되었다.

### 결과

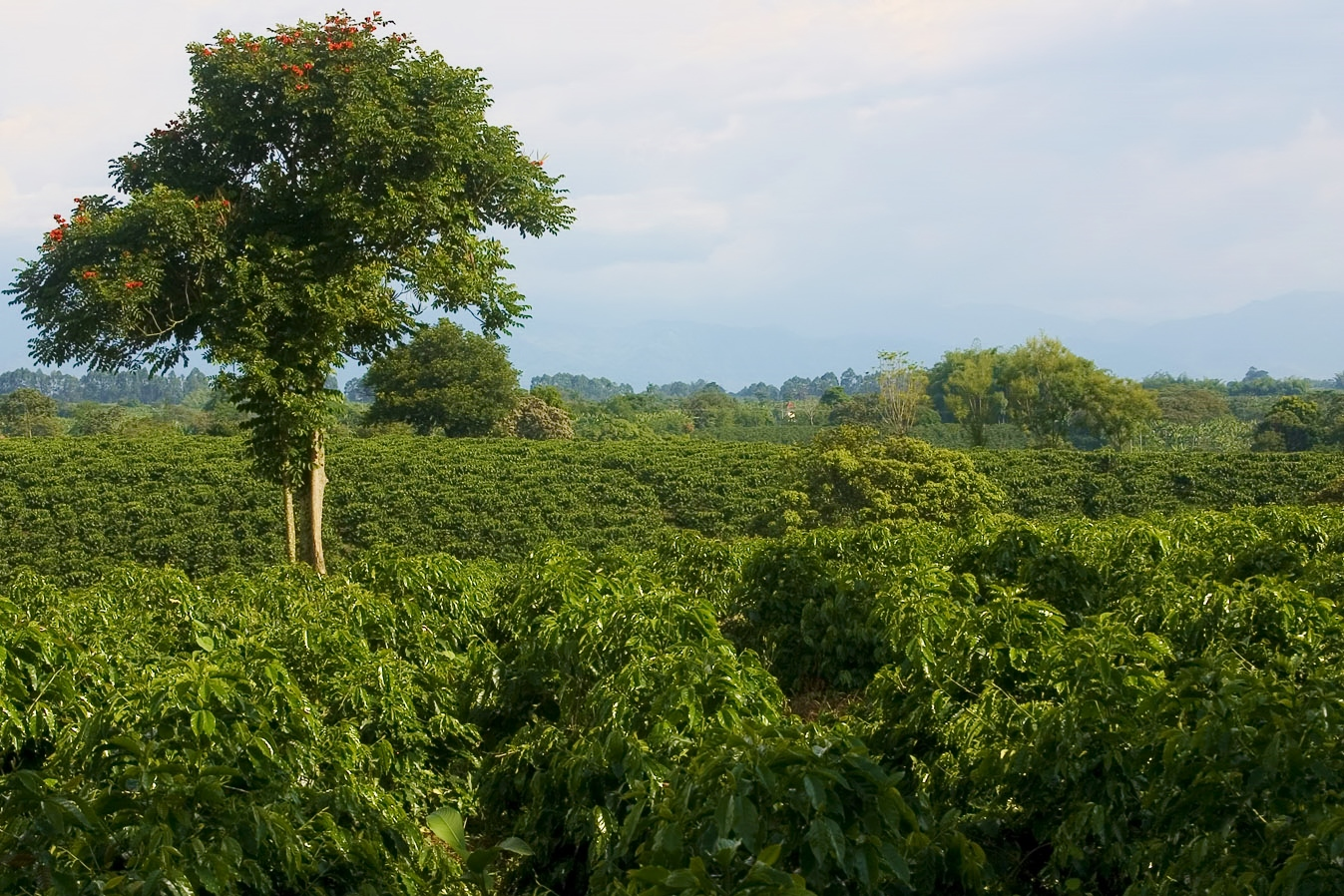
킨디오 주 킴바야의 커피 농장

대규모 농장에 영향을 미친 위기는 콜롬비아 커피 산업의 가장 중요한 변화 중 하나를 가져왔다. 1875년부터 산탄데르뿐만 아니라 안티오키아주의 일부 지역과 비에호 또는 올드 칼다스라고 불리는 지역에서 소규모 커피 생산자의 수가 증가하기 시작했다. 20세기 첫 수십 년 동안, 특히 안티오키아, 칼다스, 바예델카우카주, 톨리마주 북부 지역에서 내부 이주와 새로운 영토 식민지화를 통해 농촌 경제를 기반으로 한 새로운 커피 수출 모델이 이미 확고하게 자리 잡았다. 이러한 새로운 커피 모델의 확산과 대규모 농장에 영향을 미친 위기는 콜롬비아 서부 지역이 콜롬비아 커피 산업 발전을 주도하게 했다.
이러한 변화는 커피 시장에 진입하는 소규모 커피 농장 소유주들에게 매우 유리했다. 커피 재배는 토지를 영구적이고 집약적으로 사용할 수 있는 가능성을 제공했기 때문에 지역 농부들에게 매우 매력적인 선택이었다. 화전 농업을 기반으로 한 전통 농업의 생산 모델에서는 토지가 장기간 생산성이 없었다. 대조적으로, 커피는 주요 기술적 요구 사항 없이도 집약적인 농업을 가능하게 했으며, 자급 작물 재배를 희생하지 않음으로써 소규모 농장이 지배하는 새로운 커피 문화의 확대를 위한 조건을 조성했다.

### 20세기

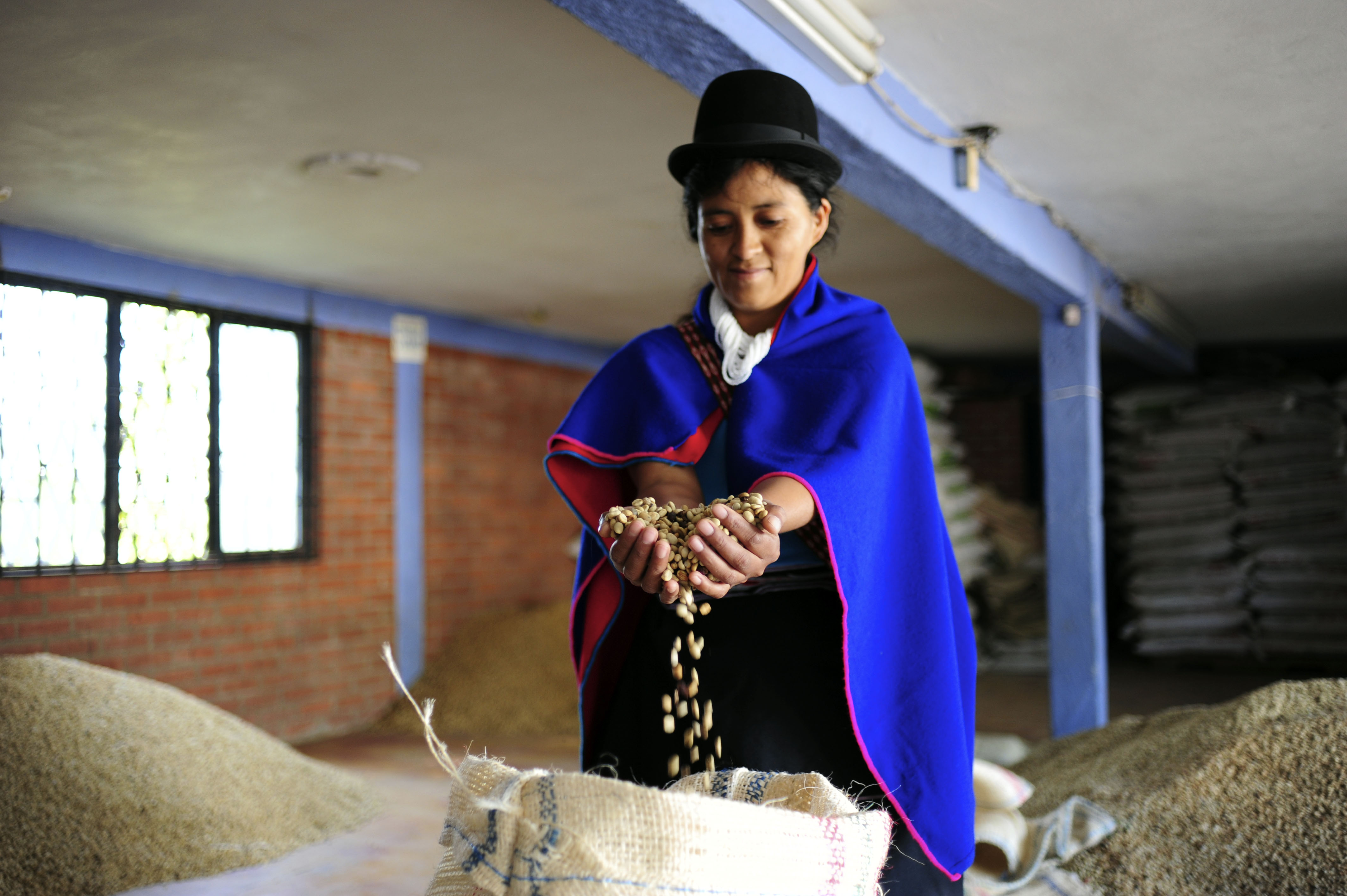
콜롬비아의 소농 커피 농부가 농업협동조합에 커피를 기여하는 모습. 협동조합은 소규모 농부들이 시장에서, 특히 구매자가 시장을 조작할 수 있는 대기업인 커피나 코코아와 같은 상품 작물에서 더 경쟁력을 갖출 수 있는 기회를 제공한다.

1913년에 콜롬비아는 60kg 커피 자루 1백만 개를 수출했다. 이는 1930년 3백만 개, 1937년 4백만 개, 1943년 5백만 개, 1953년 6백만 개 이상으로 증가했다. 1930년에 콜롬비아는 세계에서 두 번째로 큰 커피 생산국이었다.
이 새로운 종류의 농촌 농민들이 국제 가격 변동에도 불구하고 상당한 성장 능력을 보여주었지만, 콜롬비아는 이 제품의 세계 시장에서 상대적으로 중요한 역동성을 가지지 못했다. 1905년에서 1935년 사이 콜롬비아 커피 산업은 1927년에 설립된 콜롬비아 커피 재배자 연맹(Federación Nacional de Cafeteros de Colombia)의 비전과 장기적인 정책 덕분에 역동적으로 성장했다.
지역 농부들과 소규모 생산자들이 연맹을 중심으로 단결하면서, 개별적으로는 불가능했을 물류 및 상업적 어려움을 극복할 수 있었다. 시간이 지남에 따라 1938년에 설립된 세니카페(Cenicafé)의 연구와 연맹의 농업 확장 서비스를 통해 재배 시스템이 개선되었다. 더욱 효율적인 공간 패턴이 개발되어 제품의 차별화를 가능하게 하고 품질을 뒷받침했다. 현재 콜롬비아의 커피 생산지는 전국의 모든 산맥과 기타 산악 지역을 포함하며, 50만 가구 이상의 커피 농가에 소득을 제공한다.

## 기후변화
2011년 뉴욕 타임즈 기사에 따르면, 지구 온난화와 관련된 지역적 기후변화로 인해 콜롬비아 커피 생산량이 2006년에서 2010년 사이에 표준 단위인 132파운드 자루 기준으로 1,200만 자루에서 900만 자루로 감소했으며, 1980년에서 2010년 사이에 평균 기온이 섭씨 1도 상승하고 이전 몇 년간 평균 강수량이 25% 증가하여 커피나무 품종의 특정 기후 요구 사항을 방해했다고 주장했지만, 2011년부터 2018년까지 콜롬비아 커피 생산량은 1,420만 자루로 크게 증가했다.

## 콜롬비아 커피 재배 축
커피 재배 축(스페인어: Eje Cafetero)은 커피 삼각지대(스페인어: Triángulo del Café)라고도 알려져 있으며, 콜롬비아의 파이사 지역의 일부이다. 이 지역에는 칼다스주, 킨디오주, 리사랄다주의 세 주가 있다. 이들 주는 총 면적이 13,873km2(5,356mi2)로 콜롬비아 영토의 약 1.2%를 차지하는 콜롬비아에서 가장 작은 주 중 하나이다. 총인구는 2,291,195명(2005년 인구 조사)이다. 2011년 유네스코는 이 지역을 세계유산으로 지정했다.

## 마케팅

### 콜롬비아 커피 재배자 연맹
콜롬비아 커피 재배자 연맹은 "후안 발데스" 마케팅 캠페인으로 잘 알려진 비영리 사업 협회이다. 이 연맹은 콜롬비아 커피의 생산과 수출을 촉진하기 위해 1927년에 사업 협동조합으로 설립되었다. 현재 대부분이 소규모 가족 농장인 50만 명 이상의 생산자를 대표한다. 연맹은 지역 대학에 보조금을 지급하고 연맹이 후원하는 연구 기관을 통해 커피 생산에 대한 연구 개발을 지원한다. 또한 연맹은 수출 품질 기준을 충족하는지 확인하기 위해 생산을 모니터링한다. 연맹은 1) 산업 보호, 2) 문제 연구, 3) 이익 증진이라는 세 가지 목표로 설립되었다. 후안 발데스 브랜드 콘셉트는 다른 나라의 커피와 혼합된 커피와 100% 콜롬비아 커피를 구별하기 위해 1981년에 개발되었다. 이 상표는 1983년 나귀에 커피를 싣고 가는 농민을 특징으로 한 첫 TV 광고에 등장했다.

## 같이 보기
- 아스트리드 메디나
- 2013년 콜롬비아 커피 재배자 파업
- 국가별 커피 생산량 목록